# Elecciones generales del Reino Unido de 1852
En las elecciones generales del Reino Unido de 1852 los Conservadores obtuvieron una ligera mayoría de escaños, a pesar de haber obtenido una cantidad de votos inferior a sus rivales Whigs.

## Resultados
| Partido | Partido             | Votos   | %    | Escaños | Dif. |
|         | Partido Conservador | 311.481 | 41,9 | 330     | +5   |
|         | Whig                | 430.882 | 57,9 | 324     | +32  |
|         | Cartismo            | 1.541   | 0,2  | 0       | 0    |